# ریک پارفیت
ریک پارفیت (انگلیسی: Rick Parfitt) موسیقی‌دان اهل انگلستان بود که بیشتر به عنوان خواننده، ترانه‌سرا و نوازنده گیتار ریتم گروه بوگی راک استیتس کوئو شناخته می‌شود.
او در تاریخ ۲۴ دسامبر ۲۰۱۶ درگذشت.